# Lower Chinook (taal)
Lower Chinook, ook bekend als Chinook (Proper), is een indiaanse taal van de Chinooktaalfamilie die gesproken werd aan de monding van de Columbiarivier in de Amerikaanse staten Washington en Oregon. De taal werd gesproken door de Lower Chinook en de Clatsop, die deel uitmaakten van de Chinook.
Lower Chinook is tegenwoordig mogelijk uitgestorven. UNESCO beschrijft de taal als ernstig bedreigd. Volgens Ethnologue is Lower Chinook bijna dood. Linguist List daarentegen vermeldt de taal als uitgestorven en citeert Victor Golla in Atlas of the World's Languages (2007), waar hij schrijft dat het Lower Chinook in de jaren 30 van de twintigste eeuw is uitgestorven. Op de site van Ethnologue is echter te lezen dat het Lower Chinook volgens Golla nog 7 sprekers telt. Er wordt eveneens gesteld dat de taal gesproken wordt in het Yakama Indian Reservation en het Warm Springs Reservation en ook wel Kiksht genoemd wordt. Tot de Yakama Nation en de Confederated Tribes of Warm Springs, de inwoners van de twee reservaten, behoren echter geen Lower Chinook en Clatsop. Wel wonen er Wishram en Wasco, sprekers van Upper Chinook of Kiksht.
Het Lower Chinook wordt verdeeld in twee dialecten:
- Clatsop werd gesproken door de Clatsop aan de monding van de Columbiarivier en op de Clatsop Plains.
- Chinook (ook bekend als Shoalwater) werd gesproken door de Lower Chinook in Zuidwest-Washington rond het zuiden van de Willapa Bay.